# Protocolo de Nagoia
O Protocolo de Nagoia, nome simplificado pelo qual é conhecido o Protocolo de Nagoia sobre Acesso a Recursos Genéticos e Repartição de Benefícios Decorrentes da sua Utilização da Convenção sobre Diversidade Biológica, é um acordo internacional suplementar à Convenção sobre Diversidade Biológica (CDB).
Esse acordo estabelece parâmetros e condições para o acesso de recursos genéticos e garantia na repartição dos benefícios obtidos a partir do uso de recursos genéticos com quem os forneceu, como por exemplo, países detentores de grande biodiversidade. A repartição dos benefícios decorrentes da utilização dos recursos genéticos, contribuiriam, assim, para a conservação e o uso sustentável da biodiversidade.
O protocolo foi adotado em 29 de outubro de 2010 na cidade de Nagoia, Prefeitura de Aichi, no Japão, e entrou em vigor em 12 de outubro de 2014. Em outubro de 2020, foi ratificado por 128 partes, que inclui 127 Estados membros da ONU e a União Europeia. No Brasil, foi ratificado pelo Senado Federal em 6 de agosto de 2020.

## História

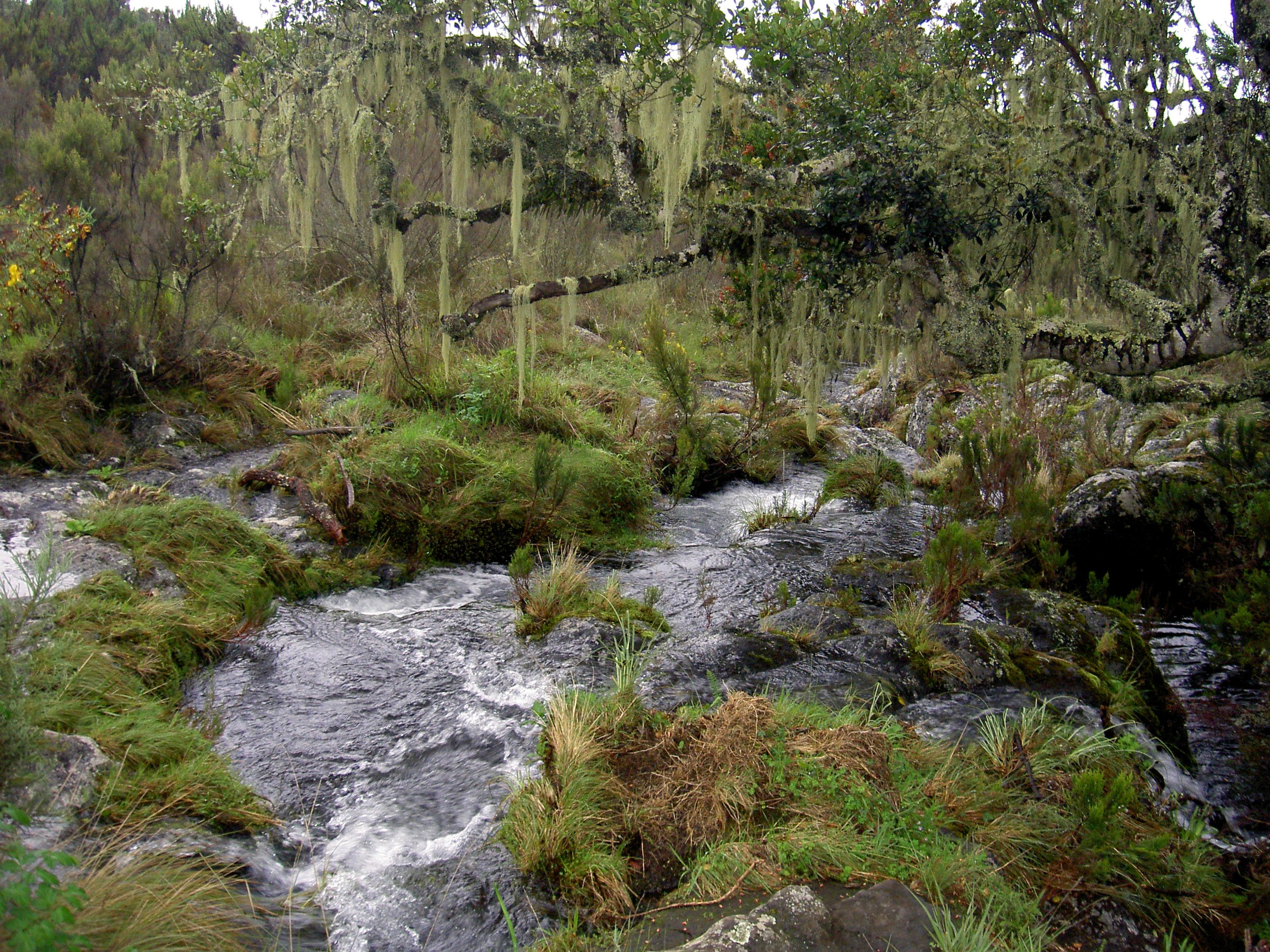
Florestas úmidas são um exemplo de biodiversidade do planeta e, normalmente, possuem uma grande biodiversidade de espécies. Na foto é mostrado um trecho do Rio Naremoru, próximo ao Kilimanjaro

Um dos três objetivos fundamentais da Convenção sobre Diversidade Biológica (1992), conforme estabelecido em seu Artigo 1, é a "repartição justa e equitativa dos benefícios decorrentes da utilização dos recursos genéticos, incluindo o acesso adequado aos recursos genéticos e por transferência apropriada de tecnologias relevantes, levando em consideração todos os direitos sobre esses recursos e tecnologias, e por meio de financiamento apropriado”. Nesse contexto, em sua quarta reunião em 1998, a Conferência das Partes da CDB decidiu estabelecer um "Painel de Especialistas sobre Acesso e Repartição de Benefícios" para esclarecer os princípios e conceitos relacionados ao CDB. Em sua quinta reunião, em 2000, a Conferência das Partes estabeleceu o "Grupo de Trabalho Ad hoc Aberto sobre Acesso e Repartição de Benefícios", um órgão subsidiário da Conferência das Partes, com o mandato de desenvolver diretrizes e outras abordagens para auxiliar Partes com a implementação das disposições de acesso e repartição de benefícios da Convenção.
Assim, surgiram as "Diretrizes de Bonn sobre acesso a recursos genéticos e repartição justa e equitativa dos benefícios decorrentes de sua utilização" em 2002 para auxiliar as partes no estabelecimento de medidas administrativas, legislativas ou políticas sobre acesso e repartição de benefícios e / ou na negociação de disposições contratuais para acesso a recursos genéticos e repartição de benefícios.
Além do apelo à ação dos governos na Cúpula Mundial sobre Desenvolvimento Sustentável de 2002, a Conferência das Partes mandatou o Grupo de Trabalho sobre CDB para elaborar e negociar um regime internacional de acesso a recursos genéticos e repartição de benefícios com o objetivo de adotar instrumentos para implementar efetivamente as disposições dos artigos 15 e 8 (j) da Convenção e os três objetivos da Convenção. O grupo de trabalho ad hoc aberto sobre acesso e repartição de benefícios se reuniu onze vezes de 2005 a 2010 para negociar um regime internacional de ABS. Em sua nona reunião, o Grupo de Trabalho aceitou um projeto de Protocolo apresentado pelos Co-Presidentes, Fernando Casas da Colômbia e Timothy Hodges do Canadá, como base para futuras negociações. O grupo continuou a negociar com base neste texto até sua última reunião, realizada em 16 de outubro de 2010, em Nagoia, no Japão.
Assim, O Protocolo de Nagoya foi adotado na décima reunião da Conferência das Partes, em Nagoia, Japão, em 29 de outubro de 2010. A reunião também decidiu estabelecer o "Comitê Intergovernamental Ad Hoc Aberto para o Protocolo de Nagoia sobre o CDB" (o Comitê Intergovernamental), como um órgão governante provisório para o Protocolo de Nagoia, para empreender os preparativos necessários para a primeira reunião das Partes do Protocolo. Esse Comitê Intergovernamental se reuniu três vezes. O Protocolo entrou em vigor em 12 de outubro de 2014, 90 dias após o depósito do quinquagésimo instrumento de ratificação, permitindo que a primeira reunião da Conferência das Partes na qualidade de reunião das Partes do Protocolo ocorresse simultaneamente com a décima segunda reunião da Conferência das Partes de 13 a 17 de outubro de 2014 em Pyeongchang, República da Coreia.

## Objetivos e escopo

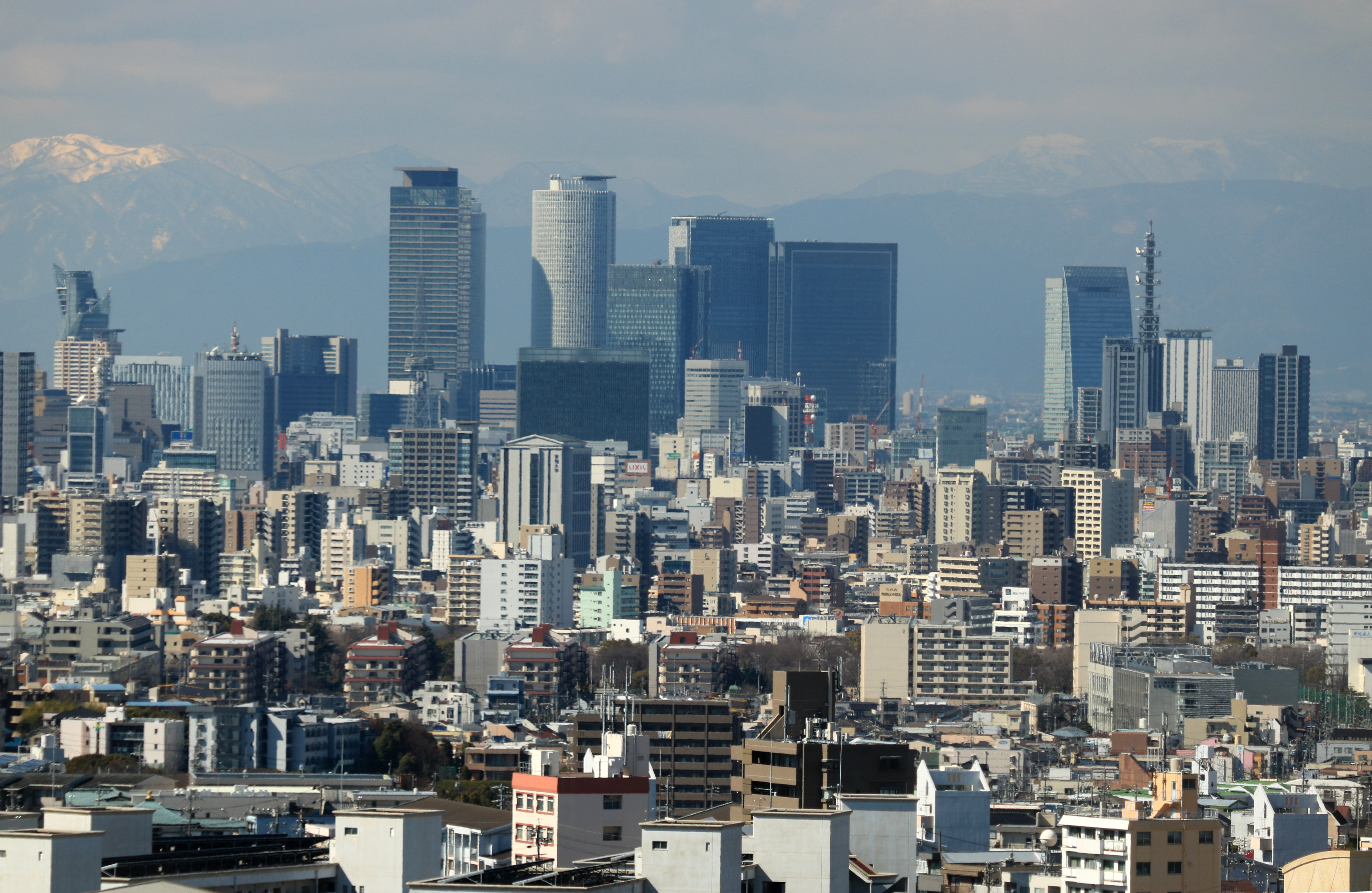
Vista do Centro financeiro de Nagoya.

O Protocolo de Nagoia aplica-se aos recursos genéticos cobertos pela CDB e aos benefícios decorrentes de sua utilização. O protocolo também cobre os conhecimentos tradicionais associados aos recursos genéticos que são cobertos pela CDB e os benefícios decorrentes de sua utilização. Tem como objetivo a concretização de um dos três objetivos da CDB: a repartição justa e equitativa dos benefícios decorrentes da utilização dos recursos genéticos, contribuindo assim para a conservação e o uso sustentável da biodiversidade.

## Obrigações
O protocolo estabelece obrigações para que suas partes contratantes tomem medidas em relação ao acesso aos recursos genéticos, repartição de benefícios e conformidade ao acordo.

### Obrigações de acesso
Medidas de acesso em nível doméstico visam:
- Criar segurança jurídica, clareza e transparência;
- Fornecer regras e procedimentos justos e não arbitrários;
- Estabelecer regras e procedimentos claros para consentimento prévio informado e termos mutuamente acordados;
- Fornecer a emissão de uma licença ou equivalente quando o acesso é concedido;
- Criar condições para promover e estimular pesquisas que contribuam para a conservação e uso sustentável da biodiversidade;
- Prestar atenção aos casos de emergências presentes ou iminentes que ameacem a saúde humana, animal ou vegetal;
- Considerar a importância dos recursos genéticos para a alimentação e agricultura para a segurança alimentar.

### Obrigações de repartição de benefícios
As medidas de repartição de benefícios em nível nacional visam proporcionar a repartição justa e equitativa dos benefícios decorrentes da utilização de recursos genéticos com a parte contratante que fornece os recursos genéticos. A utilização inclui a pesquisa e o desenvolvimento da composição genética ou bioquímica dos recursos genéticos, bem como as aplicações e comercialização subsequentes. O compartilhamento está sujeito a termos mutuamente acordados. Os benefícios podem ser monetários ou não monetários, como royalties e compartilhamento de resultados de pesquisa.

### Obrigações de conformidade
Obrigações específicas para apoiar o cumprimento da legislação nacional ou requisitos regulatórios da parte contratante que fornece recursos genéticos, e obrigações contratuais refletidas em termos mutuamente acordados, são uma inovação significativa do Protocolo de Nagoya.
As partes contratantes devem:
- Tomar medidas, desde que os recursos genéticos utilizados dentro de sua jurisdição tenham sido acessados de acordo com o consentimento prévio informado, e que termos mutuamente acordados tenham sido estabelecidos, conforme exigido por outra parte contratante;
- Cooperar em casos de alegada violação dos requisitos de outra parte contratante;
- Incentivar disposições contratuais sobre resolução de disputas em termos mutuamente acordados;
- Garantir que haja uma oportunidade para buscar recurso em seus sistemas jurídicos quando surgirem disputas de termos mutuamente acordados (MAT);
- Tomar medidas em relação ao acesso à justiça;
- Monitorar o uso de recursos genéticos depois de saírem de um país, designando pontos de controle eficazes em cada estágio da cadeia de valor: pesquisa, desenvolvimento, inovação, pré-comercialização ou comercialização.

## Países parte do tratado
| País              | Assinatura              | Aprovação (AA), Aceitação (A), adesão (a), Ratificação (R) |
| ----------------- | ----------------------- | ---------------------------------------------------------- |
| Afeganistão       |                         | 6 de junho de 2018 (a)                                     |
| Albânia           |                         | 29 de janeiro de 2013 (a)                                  |
| Argélia           | 2 de fevereiro de 2011  |                                                            |
| Angola            |                         | 6 de fevereiro de 2017 (a)                                 |
| Antígua e Barbuda | 28 de julho de 2011     | 12 de dezembro de 2016                                     |
| Argentina         | 15 de novembro de 2011  | 9 dedezembro de 2016                                       |
| Austrália         | 20 de janeiro de 2012   |                                                            |
| Áustria           | 23 de junho de 2011     | 20 de julho de 2018                                        |
| Bangladesh        | 6 de setembro de 2011   |                                                            |
| Bélgica           | 20 de setembro de 2011  | 9 de agosto de 2016                                        |
| Benim             | 28 de outubro de 2011   | 22 de janeiro de 2014                                      |
| Bielorrússia      |                         | 26 de junho de 2014 (a)                                    |
| Bolívia           |                         | 6 de outubro de 2016 (a)                                   |
| Botswana          |                         | 21 de fevereiro de 2013 (a)                                |
| Brasil            | 2 de fevereiro de 2011  |                                                            |
| Bulgária          | 23 de junho de 2011     | 11 de agosto de 2016                                       |
| Burquina Fasso    | 20 de setembro de 2011  | 10 de janeiro de 2014                                      |
| Burundi           |                         | 3 de julho de 2014 (a)                                     |
| Cabo Verde        | 26 de setembro de 2011  |                                                            |
| Camarões          |                         | 30 de novembro de 2016 (a)                                 |
| Camboja           | 11 de fevereiro de 2012 | 19 de janeiro de 2015                                      |
| Chade             | 31 de janeiro de 2012   | 11 de outubro de 2017                                      |
| China             |                         | 8 de junho de 2016 (a)                                     |
| Colômbia          | 2 de fevereiro de 2011  |                                                            |

Comores, Costa do Marfim, Dinamarca, Egito, Etiópia, União Europeia, Fiji, Gabão, Gâmbia, Guatemala, Guiné-Bissau, Guiana, Honduras, Hungria, Índia, Indonésia, Jordânia, Quênia, Laos, Madagascar, Ilhas Maurício, México, Estados Federados da Micronésia, Mongólia, Moçambique, Mianmar, Namíbia, Níger, Noruega, Panamá, Peru, Ruanda, Samoa, Seicheles, África do Sul, Espanha, Sudão, Suíça, Síria, Tadjiquistão, Uganda, Uruguai, Vanuatu e Vietnã.